# Варміє
Варміє (перс. ورميه) — село в Ірані, у дегестані Масаль, у Центральному бахші, шагрестані Масал остану Ґілян. За даними перепису 2006 року, його населення становило 307 осіб, що проживали у складі 86 сімей.

## Клімат
Середня річна температура становить 13,85 °C, середня максимальна – 27,92 °C, а середня мінімальна – -0,08 °C. Середня річна кількість опадів – 650 мм.
| Клімат поселення                              | Клімат поселення | Клімат поселення | Клімат поселення | Клімат поселення | Клімат поселення | Клімат поселення | Клімат поселення | Клімат поселення | Клімат поселення | Клімат поселення | Клімат поселення | Клімат поселення | Клімат поселення |
| Показник                                      | Січ.             | Лют.             | Бер.             | Квіт.            | Трав.            | Черв.            | Лип.             | Серп.            | Вер.             | Жовт.            | Лист.            | Груд.            |                  |
| Середній максимум, °C                         | 11,08            | 11,16            | 12,35            | 16,92            | 20,41            | 26,12            | 27,92            | 27,71            | 22,85            | 20,32            | 16,38            | 12,13            |                  |
| Середня температура, °C                       | 5,51             | 5,56             | 6,78             | 11,33            | 14,83            | 20,54            | 23,62            | 23,42            | 18,59            | 16,05            | 12,10            | 7,87             |                  |
| Середній мінімум, °C                          | −0,08            | −0,02            | 1,19             | 5,74             | 9,24             | 14,97            | 19,35            | 19,15            | 14,30            | 11,79            | 7,83             | 3,58             |                  |
| Норма опадів, мм                              | 61               | 52               | 65               | 61               | 39               | 23               | 11               | 25               | 58               | 86               | 69               | 100              |                  |
| Середньомісячна швидкість вітру, м/с          | 2.18             | 2.34             | 2.40             | 2.36             | 2.20             | 2.26             | 2.54             | 2.29             | 1.96             | 1.99             | 1.95             | 1.90             |                  |
| Середньомісячна сонячна радіація, кДж/м²·день | 6993             | 9235             | 11316            | 15850            | 19770            | 22442            | 23247            | 19851            | 16236            | 11167            | 8645             | 6683             |                  |
| --------------------------------------------- | ---------------- | ---------------- | ---------------- | ---------------- | ---------------- | ---------------- | ---------------- | ---------------- | ---------------- | ---------------- | ---------------- | ---------------- | ---------------- |
| Джерело:                                      |                  |                  |                  |                  |                  |                  |                  |                  |                  |                  |                  |                  |                  |